# Bezanozano
Bezanozano ili Bezanozanos su jedan od 18 naroda Madagaskara, sa 169 000 pripadnika (0.8% stanovnika države), koji žive u sredini otoka u današnjoj Regiji Alaotra-Mangoro oko grada Moramange Njihovo ime na malgaškom znači puno malih pletenica, a odnosi se na njhove tradicionalne frizure. Kao i većinski Merine govore malgaškim makrojezikom, ali svojim dijalektom koji je posrednik između jezika Merina i Betsimisaraka kojim se služi sve manje govornika. Pretežno ispovijedaju animizam i kršćanstvo.

## Povijest
Bezanozano su vrlo mala etnička skupina koja najvjerojatnije vodi podrijetlo od prvih doseljenika koji su na Madagaskar doplovili s Bornea.
Danas se pretpostavlja da su se zajedno s Betsimisarakama i Sihanakama doselili na svoje današnje prostore početkom 17. stoljeća. Oni su se tradicionalno protivili prihvaćanju bilo čijeg autoriteta, tek od druge polovine 17. stoljeća zbog vanjskih pritisaka na svoju zemlju počeli su birati svog vođu mpifehija. Birali su ga samo na određeno vrijeme, te je više bio vojni zapovjednik nego kralj u pravom smislu te riječi.
Po njihovoj usmenoj predaji vrhunac njihove samostalnosti dostignut je u drugoj polovini 17. stoljeća tijekom vladavine mpifehija Andriamalazabea, nasljednika Ranantoane. Od kraja 18. stoljeća ne postoji njihovo kraljevstvo, jer su bili prisiljeni priznati merinskog kralja Andrianampoinimerinu za svog vladara.

## Geografska rasprostranjenost
Do nedavne prošlosti Bezanozani su živjeli grupirani u šumama gornjeg toka rijeke Mangoro, između malgaških naroda Sihanaka na sjevernom gorju i Betsimisaraka na južnoj obalnoj ravnici. Njihova neformalna prijestolnica je grad Moramanga, međutim danas većina živi raštrkana po cijelom otoku uključujući i središnju visoravan Imerinu.

## Običaji i kultura
Bezanozani su tradicionalno živjeli u malim klanovima, u utvrđenim naseljima na vrhovima brda. Jedan od njihovih običaja je podizanje svetih stupova tsikafana, ukrašenim lubanjama goveda zebu, kao spomenika na prošle događaje. I oni kao i Merine imaju običaj famadihanu kad ponavljaju pogreb.

## Vanjske poveznice
- Bezanozano na portalu Ikuska